# Jah Wobble
Jah Wobble, vlastním jménem John Joseph Wardle (* 11. srpna 1958) je britský baskytarista. V roce 1978 spoluzaložil skupinu Public Image Ltd, ze které odešel o dva roky později. V následujících letech vystupoval se skupinou The Human Condition a od roku 1983 hrál se skupinou Invaders of the Heart, kde vedle něj působil například hráč na pedálovou steel kytaru B. J. Cole. Roku 1983 rovněž nahrál EP s názvem Snake Charmer; na albu se podíleli ještě kytarista The Edge ze skupiny U2 a Holger Czukay ze skupiny Can. V roce 1992 hrál na albu U.F.Orb skupiny The Orb.